# Palais synodal de Sens
Le Palais synodal est situé à Sens dans l'Yonne en Bourgogne-Franche-Comté, élevé par l’archevêque Gauthier Le Cornu (1222-1241). C'est une propriété de l'État qui a été classée monument historique en 1862 et restaurée par Eugène Viollet-le-Duc. Le palais synodal jouxte la cathédrale Saint-Étienne de Sens et le palais archiépiscopal (actuellement le Musée de Sens).

## Description
Au Moyen Âge, la façade extérieure était ornée de cinq statues, dont une représentant Gauthier Le Cornu et une Saint Louis.
La salle principale, ou salle synodale, de 500 m2 environ et 12 m sous plafond, accueillait les synodes à l'époque où Sens était au-dessus de Paris dans la hiérarchie catholique.
De nombreux objets classés sont présentés dans le Palais synodal. Un tableau peint par Bernard Gaillot en 1824, la Susception de la sainte Couronne d'épines, accroché sur le mur nord de la salle, représente saint Louis et Robert d'Artois accueillis à Sens par l’archevêque. Il est restauré en 2020.

## Expositions
De nos jours, la salle synodale abrite les expositions temporaires des Musées de Sens.
Chaque été depuis 2015, y sont présentées les œuvres d'artistes contemporains.
Pendant l'été 2015, Arnaud Cohen a bénéficié d'une exposition rétrospective au sein des collections permanentes du musée de Sens. L'été 2016 y a vu une exposition de Pierre Soulages.